# Муиз ад-Дин Хусейн ибн Гийас ад-Дин
Муиз ад-Дин Хусейн ибн Гийас ад-Дин был одним из лидеров движения сербедаров в Хорасане в XIV веке. 
Муиз ад-Дин Хусейн возглавил сербедаров в борьбе за независимость от монгольского ига. Под его руководством сербедары сумели создать независимое государство, которое существовало на территории Хорасана с 1337 по 1381 годы. Несмотря на внутренние конфликты и постоянные угрозы со стороны монголов и других внешних врагов, сербедары под его руководством сумели достичь значительных успехов.
Муиз ад-Дин Хусейн был человеком, стремящимся к социальной справедливости и независимости своего народа. Хотя его правление было недолгим, его усилия оставили значительный след в истории региона.

В некоторых современных источниках утверждается, что Муиз ад-Дин Хусейн был таджиком, так как Хорасан в то время был населен преимущественно таджиками, и культурно и этнически он был близок к этому народу.